# 1990 في اليونان
فيما يلي قوائم الأحداث التي وقعت خلال عام 1990 في اليونان.

## سياسة

### تعيين في المنصب
- 11 أبريل – أنتونيس ساماراس وزير الخارجية [الإنجليزية]‏.
- 11 أبريل – أندرياس باباندريو Leader of the Official Opposition (Greece) [الإنجليزية]‏.
- 11 أبريل – كونستانتين ميتسوتاكيس رئيس وزراء اليونان.
- 5 مايو – قسطنطين كرامنليس رئيس اليونان.
- 1 أكتوبر – درة باكويانيس Undersecretary to the Prime Minister ‏.

### انتهاء فترة المنصب
- 13 فبراير – كارولوس بابولياس نائب وزير الدفاع الوطني ‏.
- 16 فبراير – أنتونيس ساماراس وزير الخارجية [الإنجليزية]‏.
- 11 أبريل – بروكوبيس بافلوبولوس .

## مواليد

### يناير
- 15 يناير – كوستاس سلوكاس لاعب كرة سلة يوناني.

### فبراير
- 4 فبراير – إكاتيرينا ستيفانيدي لاعبة قفز بالزانة من اليونان.

### مارس
- 31 مارس – زيسيس ساريكوبولوس لاعب كرة سلة يوناني.

### أبريل
- 14 أبريل – كريستيان ألكسندر
- 16 أبريل – فانجيليس مانتزاريس لاعب كرة سلة يوناني.
- 28 أبريل – نونداس بابانتونيو لاعب كرة سلة يوناني.

### يونيو
- 1 يونيو – ليونيداس كاسيلاكيس لاعب كرة سلة يوناني.

### يوليو
- 11 يوليو – نيكوس باباس لاعب كرة سلة يوناني.

### أغسطس
- 1 أغسطس – كوستاس بابانيكولاو لاعب كرة سلة يوناني.

### نوفمبر
- 22 نوفمبر – نيكوس جيكاس لاعب كرة سلة يوناني.

### ديسمبر
- 5 ديسمبر – سبيروس مورتوس لاعب كرة سلة يوناني.
- 21 ديسمبر – إيوانيس فيتفاتزيديس لاعب كرة قدم يوناني.

## وفيات

### نوفمبر
- 11 نوفمبر – يانيس ريتسوس (مواليد 1909) شاعر يوناني.